# Underworld : Nouvelle Ère
Pour les articles homonymes, voir Underworld.
Série Underworld
Underworld 3 : Le Soulèvement des Lycans
(2008) Underworld 5: Blood Wars
(2015)
Pour plus de détails, voir Fiche technique et Distribution.
Underworld  4: Nouvelle (Underworld: Awakening) UnderWorld перезапуск першого фільму.

## Synopsis
Six mois après les événements d’Underworld 2 : Évolution, les humains ont découvert l'existence des vampires et des lycans et tentent de les exterminer. Selene est capturée par les humains. Elle se réveille en plein milieu d'un laboratoire appelé « Antigen » après avoir été plongée dans un coma artificiel pendant douze ans. Elle découvre que le monde qu'elle connaissait a bien changé pendant ce temps, mais garde espoir de retrouver Michael.
Selene rencontre Sujet 2, une jeune adolescente qui se révèle non seulement être un hybride des deux espèces, mais également sa fille. Selene et Sujet 2 trouvent refuge auprès d'un groupe de vampires dont fait partie David. Rapidement, le refuge est attaqué par un groupe de lycans mené par un nouveau genre de loup-garou, plus grand, plus fort et insensible aux balles en argent. Thomas, chef du groupe et père de David, leur livre Sujet 2 quand Selene est vaincue.
Selene en est persuadée : les lycans n'ont pas disparu ; ils préparent leur retour grâce à Antigen, et ils ont besoin de Sujet 2 pour cela. En effet, le plan du docteur Jacob Lane est d'utiliser les ovules de Sujet 2 pour engendrer des clones de lycans bénéficiant des effets du vaccin développés avec le sang de cette dernière. Partie à la recherche de sa fille, Selene s'aperçoit que Michael est toujours vivant, plongé lui aussi dans un coma artificiel. Avec l'inspecteur Sebastian elle contre-attaque et réussit à libérer Sujet 2, celle-ci affronte Jacob et finit par le tuer. Quant à Selene, elle sort victorieuse de son duel avec le grand lycan. D'après les dires de Sujet 2, Michael se serait échappé par le toit du laboratoire, après avoir pris le même chemin, Selene, David et Sujet 2 finissent par constater que celui-ci a disparu.

## Fiche technique
Sauf indication contraire, les informations mentionnées dans cette section peuvent être confirmées par la base de données cinématographiques IMDb,  présente dans la section « Liens externes ».
- Titre original : Underworld: Awakening
- Titre français : Underworld : Nouvelle Ère
- Titre québécois : Monde infernal : L'éveil
- Réalisation : Måns Mårlind et Björn Stein
- Scénario : Len Wiseman, J. Michael Straczynski, John Hlavin et Allison Burnett,
  - d'après une histoire de Len Wiseman et John Hlavin,
  - d'après les personnages créés par Kevin Grevioux, Danny McBride et Len Wiseman
- Musique : Paul Haslinger
- Direction artistique : Martina Javorova et Gary Myers
- Décors : Claude Paré
- Costumes : Monique Prudhomme
- Photographie : Scott Kevan
- Son : Michael Babcock, Detlef Halaski, Tim LeBlanc
- Montage : Jeff McEvoy
- Production : Tom Rosenberg, Len Wiseman, Gary Lucchesi et Richard S. Wright

Production déléguée : David Coatsworth, David Kern, James McQuaide, Eric Reid, Skip Williamson et Henry Winterstern
- Sociétés de production[1],[2] : Lakeshore Entertainment, avec la participation de Screen Gems et en association avec Sketch Films
  - Sociétés de production (non crédité) : Saturn Films et UW4 Productions
- Sociétés de distribution : 
  - États-Unis : Screen Gems, Sony Pictures Releasing
  - France : SND Films
  - Canada, Belgique : Sony Pictures Releasing
- Budget : 70 millions de $[3]
- Pays d'origine :  États-Unis,  Canada
- Langue originale : anglais, russe
- Format[4] : couleur - 35 mm / D-Cinema (également en version Cinéma 3D) - 2,35:1 (Cinémascope) / 1,85:1 (IMAX Digital 3D version) 
  - son Dolby Digital | Datasat | SDDS | Dolby Surround 7.1 | IMAX 6-Track | Sonics-DDP
- Genre : Action, fantastique, thriller et science-fiction
- Durée : 88 minutes
- Dates de sortie[5] :
  - États-Unis, Canada : 20 janvier 2012
  - France : 8 février 2012
  - Belgique : 14 mars 2012
- Classification[6] :
  -  États-Unis : Interdit aux moins de 17 ans (certificat #46994) (R – Restricted) [Note 1].
  -  Canada : Les personnes de moins de 18 ans doivent être accompagnées d'un adulte (18A - 18 Accompaniment).
  -  Québec : 13 ans et plus (13+ / 13 years and over).
  -  France : Interdit aux moins de 12 ans (visa d'exploitation no 131992 délivré le 8 février 2012)[7],[8],[Note 2].

## Distribution
- Kate Beckinsale (VF : Laura Blanc ; VQ : Camille Cyr-Desmarais) : Selene / le Sujet 1
- India Eisley (VF : Joséphine Ropion ; VQ : Ludivine Reding) : Sujet 2
- Michael Ealy (VF : Cédric Dumond ; VQ : Louis-Philippe Dandenault) : Inspecteur Sebastian
- Stephen Rea (VF : Philippe Peythieu ; VQ : Alain Fournier) : le docteur Jacob Lane
- Theo James (VF : Damien Ferrette ; VQ : Philippe Martin) : David
- Sandrine Holt (VF : Yumi Fujimori ; VQ : Viviane Pacal) : la docteur Lida Daniels
- Kris Holden-Ried (VQ : Patrick Chouinard) : Quint Lane
- Charles Dance (VF : Philippe Catoire ; VQ : Denis Gravereaux) : Thomas
- Catlin Adams : Olivia
- Ron Wear (en) : Jack Fletcher
- Jacob Blair (VQ : Éric Bruneau) : l'officier Kolb
- Marvin Duerkholz : Lestroy
- Bill Nighy : Viktor (scène tirée du premier film)
- Michael Sheen : Lucian (scène tirée du premier film)
- Tony Curran : Marcus (scène tirée du second film)
- Shane Brolly : Kraven (scène tirée du premier film)
- Scott Speedman : Michael Corvin / le Sujet 0 (scène tirée des premiers films)

 Source et légende : version française (VF) sur RS Doublage et Allodoublage
 Source et légende : version québécoise (VQ) sur Doublage.qc.ca

## Production

### Développement
Le script de ce quatrième volet est  écrit par John Hlavin et J. Michael Straczynski. Straczynski est connu pour avoir signé le scénario de L'Échange de Clint Eastwood (2008) et de séries de science-fiction.
Len Wiseman, réalisateur des deux premiers films, est seulement ici un des producteurs (il avait déjà produit le deuxième et le troisième volet,). En novembre 2010, les réalisateurs suédois Måns Mårlind et Björn Stein ont été chargés de la réalisation de ce quatrième film,.

### Attribution des rôles
Bien qu'elle ait dit ne plus vouloir interpréter le rôle qui l'a consacrée comme actrice vedette, Kate Beckinsale a confirmé qu'elle reprendrait le rôle de Sélène dans le quatrième volet,, qui marque son retour sur grand écran après plus de deux ans d'absence et Everybody's Fine. Beckinsale est la seule actrice de retour dans ce quatrième film.
Scott Speedman a confirmé dans une interview qu'il n'avait pas repris son rôle de Michael Corvin pour le quatrième film. Le visage de son personnage apparaît bel et bien, mais il n'est pas crédité dans le générique de fin.

### Tournage
Le tournage a lieu du 7 mars au 21 mai 2011 en Colombie-Britannique (notamment à Burnaby et Vancouver).

## Musique

### Bande originale
La bande originale est sortie le 17 janvier 2012 sur Lakeshore Records. La majorité des chansons de l'album sont remixées par Danny Lohner. Ces chansons appartiennent à divers groupes comme Evanescence, Linkin Park, The Cure, Lacuna Coil ou encore Aesthetic Perfection.
Liste des titres
1. Made of Stone (Renholdër Remix) – Evanescence [3:15]
2. Heavy Prey – Lacey Sturm of Flyleaf featuring Geno Lenardo [4:16]
3. Blackout (Renholdër Remix) – Linkin Park [5:03]
4. Apart (Renholdër Remix) – The Cure [6:37]
5. Killer & a Queen – Stella Katsoudas of Sister Soleil featuring Geno Lenardo [5:35]
6. Watch Yourself (Renholdër Remix) – Ministry [4:14]
7. Trip the Darkness (Ben Weinman Remix) – Lacuna Coil [3:46]
8. Young Blood (Renholdër Remix) – The Naked and Famous [4:06]
9. It Rapes All In Its Path – Black Light Burns [5:53]
10. The Posthumous Letter – William Control [4:04]
11. How'm I Supposed to Die – Civil Twilight [3:19]
12. Consolation Prize – & SONS [3:28]
13. Liar (Revenant mix by 8MM) – 8MM [7:02]
14. You Won't See the Light – Ryan T.Hope of The Lifeline featuring Geno Lenardo [3:53]
15. Bottle of Pain – Combichrist [4:05]
16. Intruder – Collide [4:37]
17. Exit Wounds (Justin Lassen Remix) – Justin Lassen featuring Silent Fury [4:03]

### Musique du film
L'album de la musique de film est sorti le 14 février 2012 par Lakeshore Records. Elle est composée par Paul Haslinger, qui avait déjà composé celles d’Underworld et d’Underworld 3 : Le Soulèvement des Lycans.
| Liste des titres | Liste des titres                  | Liste des titres     | Liste des titres | Liste des titres | Liste des titres | Liste des titres | Liste des titres | Liste des titres | Liste des titres |
| No               | Titre                             | Interprètes          | Durée            |                  |                  |                  |                  |                  |                  |
| ---------------- | --------------------------------- | -------------------- | ---------------- | ---------------- | ---------------- | ---------------- | ---------------- | ---------------- | ---------------- |
| 1.               | The Purge                         |                      | 3:02             |                  |                  |                  |                  |                  |                  |
| 2.               | Underworld Awakening Main Titles  |                      | 0:52             |                  |                  |                  |                  |                  |                  |
| 3.               | Raiding the Army Surplus Store    |                      | 1:44             |                  |                  |                  |                  |                  |                  |
| 4.               | Non-Human Aggressor               |                      | 1:30             |                  |                  |                  |                  |                  |                  |
| 5.               | I Was Subject 2                   |                      | 3:01             |                  |                  |                  |                  |                  |                  |
| 6.               | Arriving at the Coven             |                      | 2:23             |                  |                  |                  |                  |                  |                  |
| 7.               | I've Never Seen a Child Like This |                      | 1:42             |                  |                  |                  |                  |                  |                  |
| 8.               | This Is Not One of Us             |                      | 3:19             |                  |                  |                  |                  |                  |                  |
| 9.               | I Know Exactly What You Are       |                      | 1:37             |                  |                  |                  |                  |                  |                  |
| 10.              | If You Knew Him as I Did          |                      | 3:46             |                  |                  |                  |                  |                  |                  |
| 11.              | Prepare the Armory                |                      | 2:09             |                  |                  |                  |                  |                  |                  |
| 12.              | The Uber-Lycan                    |                      | 1:05             |                  |                  |                  |                  |                  |                  |
| 13.              | Reanimation                       |                      | 1:16             |                  |                  |                  |                  |                  |                  |
| 14.              | Then Came the Purge               |                      | 2:29             |                  |                  |                  |                  |                  |                  |
| 15.              | Selene Returns to Antigen         |                      | 2:07             |                  |                  |                  |                  |                  |                  |
| 16.              | Find Her and Destroy Her          |                      | 2:27             |                  |                  |                  |                  |                  |                  |
| 17.              | The Lycan Van Escape              |                      | 2:14             |                  |                  |                  |                  |                  |                  |
| 18.              | I Heal Instantly                  |                      | 1:41             |                  |                  |                  |                  |                  |                  |
| 19.              | You Came Back                     |                      | 1:15             |                  |                  |                  |                  |                  |                  |
| 20.              | Reclaiming the World              |                      | 1:29             |                  |                  |                  |                  |                  |                  |
| 21.              | The Melancholy of Resistance      |                      | 2:40             |                  |                  |                  |                  |                  |                  |
| 22.              | A New Dawn                        |                      | 3:36             |                  |                  |                  |                  |                  |                  |
| 23.              | Corner (Justin Lassen Remix)      | Blue Stahli          | 4:30             |                  |                  |                  |                  |                  |                  |
| 24.              | Under Your Skin (Deadbeat Remix)  | Aesthetic Perfection | 3:53             |                  |                  |                  |                  |                  |                  |
| 25.              | Sunrise                           | Angelspit            | 3:26             |                  |                  |                  |                  |                  |                  |
| 59:26            |                                   |                      |                  |                  |                  |                  |                  |                  |                  |

## Accueil

### Critique
Dans les pays anglophones, le film a obtenu des critiques mitigées, voire négatives, puisque le site Rotten Tomatoes lui attribue un pourcentage de 27 % dans la catégorie All Critics, basé sur 70 commentaires et une note moyenne de 4.2⁄10 et un pourcentage de 50 % dans la catégorie Top Critics, basé sur 12 commentaires et une note moyenne de 4.4⁄10. Le consensus du site note qu'il y a plus d'action et moins de mièvrerie dans ce quatrième opus que dans les précédents épisodes de la série de films, rendant « cette aventure inconséquent », tandis que le site Metacritic lui attribue obtient le score de 39⁄100, basé sur 16 commentaires.
Néanmoins, le public accueille favorablement le long-métrage, puisqu'il obtient une note de 6.7⁄10 dans la catégorie User Reviews sur le site Metacritic, basé sur 122 commentaires.

### Box-office
Lors de son premier week-end à l'affiche aux États-Unis, le film démarre à la première place du box-office avec 25,3 millions de dollars de recettes, position qu'il garde durant sa première semaine avec 32,6 millions de dollars de recettes. Au Royaume-Uni, le film récolte $1 736 145 durant trois jours d’exploitation. En Australie, il récolte $ 2 864 463 lors de son premier week-end à l'affiche, $2 011 476 en Espagne et $5 898 385 en Russie. Les revenues de film durant le deuxième week-end ont baissé à $12.4 million aux États-Unis et Canada. Le 19 février 2012, le film a récolté 61 300 525 dollars au box-office nord-américain et un total de 132 694 000 dans le monde entier. Il est le premier film sorti en 2012 à dépasser la barre des 100 millions. Son budget est de $70 millions.
En France, le film réalise un démarrage décevant avec 270 145 entrées en première semaine par rapport aux deux premiers volets (311 000 entrées pour le premier et 288 000 pour le second), mais supérieur au troisième (210 000 entrées). La semaine suivante, le film chute de la cinquième à la onzième place avec 144 527 entrées, pour un cumul de 414 672 entrées. Finalement, Underworld : Nouvelle Ère atteint près de 495 000 entrées, soit 135 000 de plus que le troisième épisode, mais 127 000 de moins que le premier épisode et près de 190 000 entrées de moins que le deuxième.
| Pays ou région | Box-office    | Date d'arrêt du box-office | Nombre de semaines |
| -------------- | ------------- | -------------------------- | ------------------ |
| Mondial        | 160 112 671 $ | 25 mars 2012               | 10                 |
| États-Unis     | 62 321 039 $  | 8 mars 2012                | 7                  |
| France         | 494,251 $     | 21 mars 2012               | 7                  |

## Distinctions
En 2012, Underworld : Nouvelle Ère a été sélectionné 1 fois dans diverses catégories et a remporté 1 récompense.

### Récompenses
- Prix BMI du cinéma et de la télévision 2012 : Prix BMI de la meilleure musique de film décerné à Paul Haslinger.